# Ostdeutsche Gesellschaft für Psychosomatische Gynäkologie und Geburtshilfe

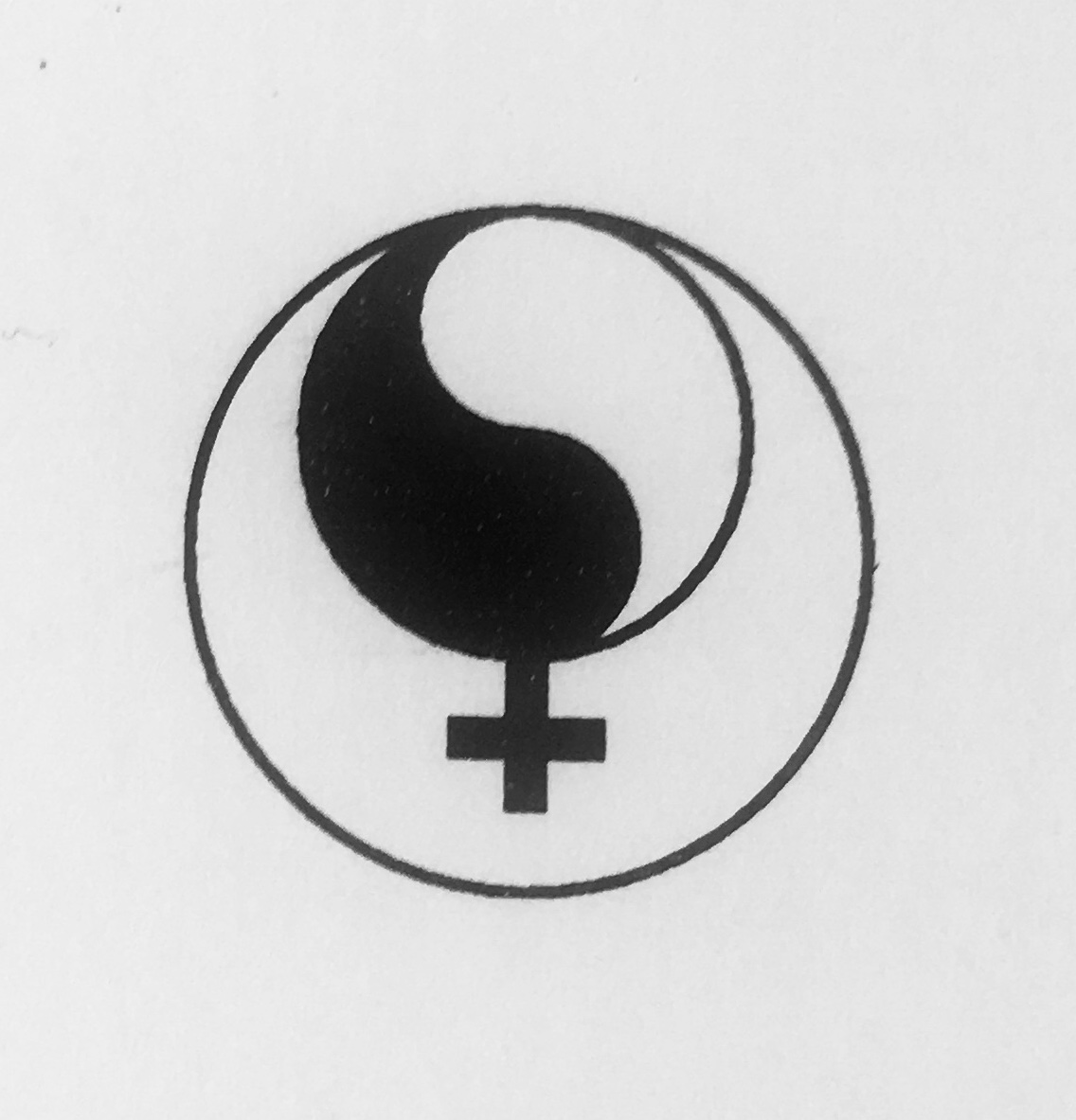
Signum der OGPGG

Die Ostdeutsche Gesellschaft für Psychosomatische Gynäkologie und Geburtshilfe (OGPGG), gegründet als Gesellschaft für Psychosomatische Gynäkologie und Geburtshilfe (GPGG), bestand von 1979 bis 2000 und ging in der Deutschen Gesellschaft für Psychosomatische Frauenheilkunde und Geburtshilfe (DGPFG) auf.

## Geschichte
Auf dem VII. Gynäkologenkongress der DDR in Dresden im Mai 1978 kam es zum ersten Zusammentreffen von Peter Knorre und Paul Franke. Franke rief im Anschluss an seinen Vortrag dazu auf, eine Arbeitsgruppe für Psychosomatische Gynäkologie zu gründen.
Am 16. November 1979 gründeten die Gynäkologen Eberhard Bäßler, Paul Franke, Hans-Rüdiger Hamann, Roger Kirchner, Peter Knorre und Arndt Ludwig auf einer Sitzung in der Frauenklinik der Medizinischen Akademie Magdeburg die „Arbeitsgemeinschaft für Psychosomatische Gynäkologie und Geburtshilfe“. Da die AG sich als eine „Brücke“ zwischen der Frauenheilkunde und der Psychotherapie verstanden, wurden an beide Fachgesellschaften Briefe mit der Bitte um Anerkennung und Unterstützung gesendet. Die Gesellschaft für Gynäkologie und Geburtshilfe der DDR lehnte die Anerkennung auf ihrer Vorstandssitzung am 5. Juni 1980 mit der Begründung ab, dass solch eine Initiative – wenn überhaupt – nur vom Vorstand ausgehen könne. Dagegen beschloss der Vorstand der Gesellschaft für Ärztliche Psychotherapie der DDR im April 1980 die Aufnahme der AG als „zeitweilige Arbeitsgruppe“.
1980 wurde Paul Franke nach bestandenem Kolloquium als erster Frauenarzt der DDR auch Facharzt für Psychotherapie. Darauf erfolgte 1981 durch den damaligen Direktor der Frauenklinik der Med. Akademie Magdeburg, G. Lindemann, die Errichtung eines Arbeitsbereiches für Psychosomatische Gynäkologie (Leitung: Paul Franke), des ersten an einer Frauenklinik der DDR.
Die AG traf sich 1980–1983 zwei- bis dreimal jährlich zu Arbeitsberatungen in wechselnden Orten zu Wochenendklausurtagungen, wo sich die Mitglieder über ihre wissenschaftlichen Arbeiten und über Methoden der Psychotherapie und der Psychodiagnostik informierten und weiterbildeten und Balint-Gruppen durchführten. Durch die Mitglieder wurden zahlreiche Vorträge auf gynäkologischen und psychotherapeutischen Tagungen und Kongressen gehalten, was einen allmählichen Anstieg der Mitgliederzahl auf etwa 16 Frauenärzte bewirkte. 	
Auf einem Lehrgang der Akademie für ärztliche Fortbildung im September 1983 bekam die AG erstmals als Arbeitsgruppe einen ganzen Tag zur Verfügung, um in 9 Vorträgen über ihre Arbeit zu sprechen.
Die Vorstände der Gesellschaften für Ärztliche Psychotherapie der DDR und für Gynäkologie und Geburtshilfe der DDR kamen 1983 überein, die AG gemeinschaftlich als „Interdisziplinäre Arbeitsgruppe für Psychotherapie und Medizinische Psychologie“ der beiden Gesellschaften zu führen.
Das I. Symposium „Psychologische Probleme in Gynäkologie und Geburtshilfe“ im November 1984 in Magdeburg verzeichnete etwa 250 Teilnehmer. Danach stieg die Mitgliederzahl auf knapp 50 an. Nach vielen Widerständen wurden alle Vorträge dieses I. Symposiums 1985 in einer Broschüre vollständig gedruckt.
Im Jahr 1985 entwickelte Roger Kirchner ein Kurssystem, bestehend aus Grund- und Aufbaukursen zur Vermittlung psychosomatischer und psychotherapeutischer Kompetenz für Frauenärzte (heute „Psychosomatische Grundversorgung“). Diese Kurse, die jährlich zweimal durchgeführt wurden, bewirkten auch eine Zunahme der Mitgliederzahl auf etwa 80. Die Leitung dieser Kurse, die in aktualisierter Form noch heute durch das aus der AG hervorgegangene „Weiterbildungskollegium für Psychosomatische Frauenheilkunde“ mit Erfolg durchgeführt werden, hatte bis 1987 Roger Kirchner, ab 1988 Arndt Ludwig inne.
Die Gesellschaft für Gynäkologie und Geburtshilfe der DDR übernahm Mitte November 1988 die AG als „Arbeitsgemeinschaft für Psychosomatische Gynäkologie und Geburtshilfe“.
Am 9. Dezember 1989 bekam die AG erstmals ein eigenes Symposium auf dem XI. Gynäkologenkongress in Leipzig. Erstmals wurde auch die Einladung westdeutscher Gäste (Hans J. Prill und Peter Petersen) erlaubt, nachdem immer Einladungen und die Annahme von Gegeneinladungen staatlicherseits unterbunden worden waren.
Nach einstimmigem Beschluss aller Mitglieder gründete sich am 26. Juni 1990 aus der AG die „Gesellschaft für Psychosomatische Gynäkologie und Geburtshilfe“ (GPGG); als erster Vorsitzender wurde der bisherige Vorsitzende der AG, Paul Franke, gewählt.
Im Jahr 1990 erfolgte die Aufnahme der GPGG in die „International Society of Psychosomatic Obstetrics and Gynaecology“ (ISPOG).
1994 kam es zum Abschluss eines Kooperationsvertrages zwischen der Gesellschaft für Psychosomatische Geburtshilfe und Gynäkologie (GPGG) und der Deutschen Gesellschaft für Psychosomatische Geburtshilfe und Gynäkologie (DGPGG).
Am 11. September 1994 versammelten sich acht Mitglieder der GPGG auf Einladung von Paul Franke in Barby und gründeten das „Weiterbildungskollegium für Psychosomatische Frauenheilkunde e. V.“ (WPF), zu dessen Vorsitzender Frau C. Presch gewählt wurde. Das WPF übernahm die Organisation und Durchführung von Kursen für die psychosomatische Grundversorgung von der GPGG.
Bei der Vorstandswahl am 8. November 1996 wollte Paul Franke nach 17 Jahren nicht wieder für den Vorsitz kandidieren. Die Versammlung wählte Carmen Dietrich zur neuen Vorsitzenden der GPGG. Außerdem beschloss die Versammlung den Austritt aus der ISPOG.
Auf der Mitgliederversammlung im Oktober 1997 wurde auf Vorschlag von Paul Franke die Umbenennung der Gesellschaft in „Ostdeutsche Gesellschaft für Psychosomatische Gynäkologie und Geburtshilfe“ (OGPGG) beschlossen, um mit dieser territorialen Abgrenzung die Vorbereitung zu einer Vereinigung mit der Deutschen Gesellschaft für Psychosomatische Geburtshilfe und Gynäkologie (DGPGG) allmählich vorzubereiten. Es wurde auch vorgeschlagen, von beiden Gesellschaften eine Vereinigungskommission aus je drei Mitgliedern der Vorstände zu bilden.
Auf der Mitgliederversammlung am 19. November 1999 wurde der Bericht der Vereinigungskommission einstimmig angenommen, so dass der geplanten Fusion beider Gesellschaften, d. h. Auflösung beider mit Neugründung einer gemeinsamen neuen Gesellschaft, seitens der OGPGG nichts mehr entgegenstand.
Auf der XXIX. Jahrestagung der DGPGG gemeinsam mit der OGPGG vom 16. bis 19. Februar 2000 in Dresden beschlossen die Mitgliederversammlungen beider Gesellschaften deren Auflösung und die Gründung der gemeinsamen „Deutschen Gesellschaft für Psychosomatische Frauenheilkunde und Geburtshilfe“ (DGPFG) unter Präsidentin M. Neises.
Auf der 30. Jahrestagung der DGPFG am 8. März 2001 in Aachen wurde Manfred Stauber und Paul Franke die Ehrenpräsidentschaft der DGPFG verliehen.

## Publikationen und Vorträge
- Psychologische Probleme in Gynäkologie und Geburtshilfe, Referate der 1. Arbeitstagung 1.–2. November 1984 in Magdeburg  (Hrsg.: P. R. Franke), Magdeburg 1985.
- Tagungsbericht der 1. Tagung der interdisziplinären Arbeitsgemeinschaft für Psychotherapie und medizinische Psychologie der Gesellschaft für Gynäkologie und Geburtshilfe der DDR und der Gesellschaft für ärztliche Psychotherapie der DDR in Magdeburg am 1. und 2.11.1984, Zent.bl.Gynäkol. 107 (1985), S. 908–909.
- Psychologische Probleme in Gynäkologie und Geburtshilfe II P. R. Franke u. P. Knorre (Hrsg.): Referate des 2. Symposiums der interdisziplinären Arbeitsgemeinschaft für Psychotherapie und medizinische Psychologie, Frankfurt/Oder 17.–18. April 1986. Frankfurt/Oder 1987.
- 2. Symposium der interdisziplinären Arbeitsgemeinschaft für Psychotherapie und medizinische Psychologie der Gesellschaft für Gynäkologie und Geburtshilfe der DDR und der Gesellschaft für ärztliche Psychotherapie der DDR am 17.–18.4.1986 in Frankfurt/Oder, Zent.bl.Gynäkol. 109 (1987), S. 190–192.
- Psychologische Probleme in Gynäkologie und Geburtshilfe III, P. R. Franke u. P. Knorre (Hrsg.), Referate des 3. Symposiums der interdisziplinären Arbeitsgemeinschaft für Psychotherapie und medizinische Psychologie in Zwickau, 2.–3. November 1988, Frankfurt/Oder 1989.
- Psychosomatik und Psychotherapie in der Gynäkologie und Geburtshilfe, Tagungsbericht zu dem Rundtischgespräch auf dem XI. Gynäkologenkongreß der DDR, 6.–9. November 1989 in Leipzig, Zent.bl.Gynäkol. 112 (1990), S. 1000–1001.
- Sonja Combe, Antoine Spire: Maladie et privation d’amour. Éditions Le bord de l’eau 2017, Lormont, ISBN 978-2-35687-535-8.
- C. Dietrich, A. Franke und Paul R. Franke (Hrsg.): Der Umgang mit Scham, Schuld und Würde in der Frauenheilkunde, Referate des VIII. Symposiums der Gesellschaft für Psychosomatische Gynäkologie und Geburtshilfe; Eggersdorf, 8. und 9. November 1996.
- C. Dietrich, M. David: Freiräume und Zwänge, Tagungsbeiträge des IX. Symposiums der Ostdeutschen Gesellschaft für Psychosomatische Gynäkologie und Geburtshilfe; Meisdorf (Harz), 31. Oktober–1. November 1997 Akademos Wissenschaftsverlag, Hamburg, 1999.
- C. Dietrich, M. David: Einsichten und Aussichten in der psychosomatischen Frauenheilkunde, Tagungsbeiträge des X. Symposiums der Ostdeutschen Gesellschaft für Psychosomatische Gynäkologie und Geburtshilfe; Freyburg (Unstrut), 19.–20. November 1999, Akademos Wissenschaftsverlag, Hamburg, 2000.
- C. Dietrich: Vereinigung der beiden Gesellschaften für Psychosomatische Frauenheilkunde Ost (GPGG) und West (DGPGG) in: C. Schumann, M. David: „Traditionen und Umbrüche in der psychosomatischen Frauenheilkunde“, S. 124–138,  Mabuse-Verlag 2021, ISBN 978-3-86321-435-7
- K. Weidner, V. Hellmann, D. Schuster, C. Dietrich, M. Neises (Hrsg.): Psychosomatische Gynäkologie und Geburtshilfe, Beiträge der Jahrestagung 2000 der DGPGG und der OGPGG, Psychosozial-Verlag, Gießen 2000.
- C. Schumann, M. David: „Traditionen und Umbrüche in der psychosomatischen Frauenheilkunde“,  Mabuse-Verlag 2021, ISBN 978-3-86321-435-7
- Der andere Weg zum gleichen Ziel – Psychosomatische  Frauenheilkunde in Ostdeutschland, Ausgewählte Beiträge der Symposien der Ostdeutschen Gesellschaft für Psychosomatische Gynäkologie und Geburtshilfe, Paul R. Franke, Matthias David (Hrsg.) Akademos Wissenschaftsverlag, Hamburg 2002.
- P. Franke: Entwicklung der psychosomatischen Frauenheilkunde in der DDR – Erinnerungen und Reflexionen in: C. Schumann, M. David: „Traditionen und Umbrüche in der psychosomatischen Frauenheilkunde“, S. 51–67,  Mabuse-Verlag 2021, ISBN 978-3-86321-435-7
- Die Arbeitsgemeinschaft für Psychosomatische Gynäkologie und Geburtshilfe, zus. mit A. Ludwig und M. Geyer (Hg.): Psychotherapie in Ostdeutschland – Geschichte und Geschichten 1945–1995, Vandenhoeck & Ruprecht, Göttingen, 2011, S. 426–436.
- Die Zusammenführung der Psychosomatischen Gynäkologie in Ost und West. In: M. Geyer (Hg.): Psychotherapie in Ostdeutschland – Geschichte und Geschichten 1945–1995, Vandenhoeck & Ruprecht, Göttingen, 2011, S. 696–697.
- Ein anderer Weg zum gleichen Ziel – die ostdeutsche Gesellschaft für psychosomatische Gynäkologie und Geburtshilfe, M. David, P. R. Franke, A. D. Ebert: Geburtshilfe und Frauenheilkunde 2014; S. 1085–1087.
- Christa Wolf: Gedanken einer Schriftstellerin zum Thema in: Psychologische Probleme in Gynäkologie und Geburtshilfe, Referate der 1. Arbeitstagung 1.–2. November 1984 in Magdeburg (Hrsg.: P. R. Franke), Magdeburg 1985. S. 1–19.
- Christa Wolf: Krankheit und Liebesentzug – Fragen an die psychosomatische Medizin in: Die Dimensionen des Autors Band II, Aufbau-Verlag Berlin-Weimar 1986, S. 271–291 und in: Hermann Luchterhand Verlag, 1987, S. 727–748.